# 路边青
路边青（学名：Geum aleppicum）为蔷薇科路边青属的植物。别名：水杨梅（本草纲目） 兰布政（云南）。
分布于广布北半球温带及暖温带以及中国大陆的山东、吉林、贵州、黑龙江、云南、辽宁、山西、四川、湖北、甘肃、新疆、内蒙古、河南、陕西、西藏等地，生长于海拔200米至3,500米的地区，一般生长在地边、生山坡草地、林间隙地、河滩、沟边及林缘，目前尚未由人工引种栽培。

## 异名
- Geum aleppicum Jacq. f. aurantiaco-plenum Yang et L. H. Zhuo
- Geum aleppicum Jacq. f. plenum Yang et P. H. Huang

## 中医药用

### 性味
苦、辛，微寒。

### 主治
疮痈肿痛，口疮咽痛，跌打伤痛，风湿痹痛，泻痢腹痛，月经不调，崩漏带下，脚气水肿，小儿惊风。内服: 煎汤，10-15克；研末1-1.5克。外用: 适量，捣敷；或煎汤洗。